# Schirnding
Schirnding je obec s tržními právy (Markt) v německé spolkové zemi Bavorsko, v zemském okresu Wunsiedel im Fichtelgebirge.

## Geografie
Schirnding leží v blízkosti hranic s Českou republikou, v oblasti Smrčin. Obcí protéká řeka Röslau.

## Místní části
- Schirnding
- Dietersgrün
- Fischern
- Ottenlohe
- Raithenbach
- Seedorf
- Weidighaus

## Historie
Obec Schirnding je spolu s rodem von Schirnding poprvé zmiňována 8. října 1377. Do roku 1807 spadal Schirnding pod Bayreuthské knížectví. V témže roce byla obec v rámci Tylžského míru připsána Francii, která ho v roce 1810 předala Bavorskému království.

## Památky
- katolický kostel svatého Josefa
- evangelicko-luterský kostel

## Doprava
Obcí do roku 1995 procházela zatížená spolková silnice 303. V blízkosti se nachází hraniční přechod s Českou republikou Schirnding-Mühlbach/Pomezí nad Ohří. V roce 1995 byl otevřen obchvat obce, což značně ulevilo dopravní situaci v obci.
Schirnding leží na železniční trati Norimberk–Cheb a má vlastní nádraží.